# ジョージ・T・ベル
ジョージ・T・ベル（George T. Bell、1913年1月21日 – 1973年3月4日）は、アメリカ合衆国大統領リチャード・ニクソンの下で、特別補佐官として働いていた人物のひとり。ベルは、チャールズ・コルソンが編集した、いわゆる「ニクソンの政敵リスト (Nixon's Enemies List) を書いた人物とされている。
大統領のスタッフとして働くようになる以前には、ベルはゼネラル・エレクトリック勤務を経て、工学系の調査会社であるジオノーティクス社 (Geonautics, Inc.) の社長を務めていた。
ウォーターゲート事件の調査にあたっていた議会下院の小委員会において、ニクソンの悪名高い「政敵リスト」について質問されたコルソンは、「ニクソンの政敵マスター・リスト (Master list of Nixon's political opponents)」を作成した責任者は「亡くなったジョージ・ベル (late George Bell)」だったと述べた。
ベルは長く患った後、ワシントンD.C.で死去した。